# مرز ارمنستان–گرجستان

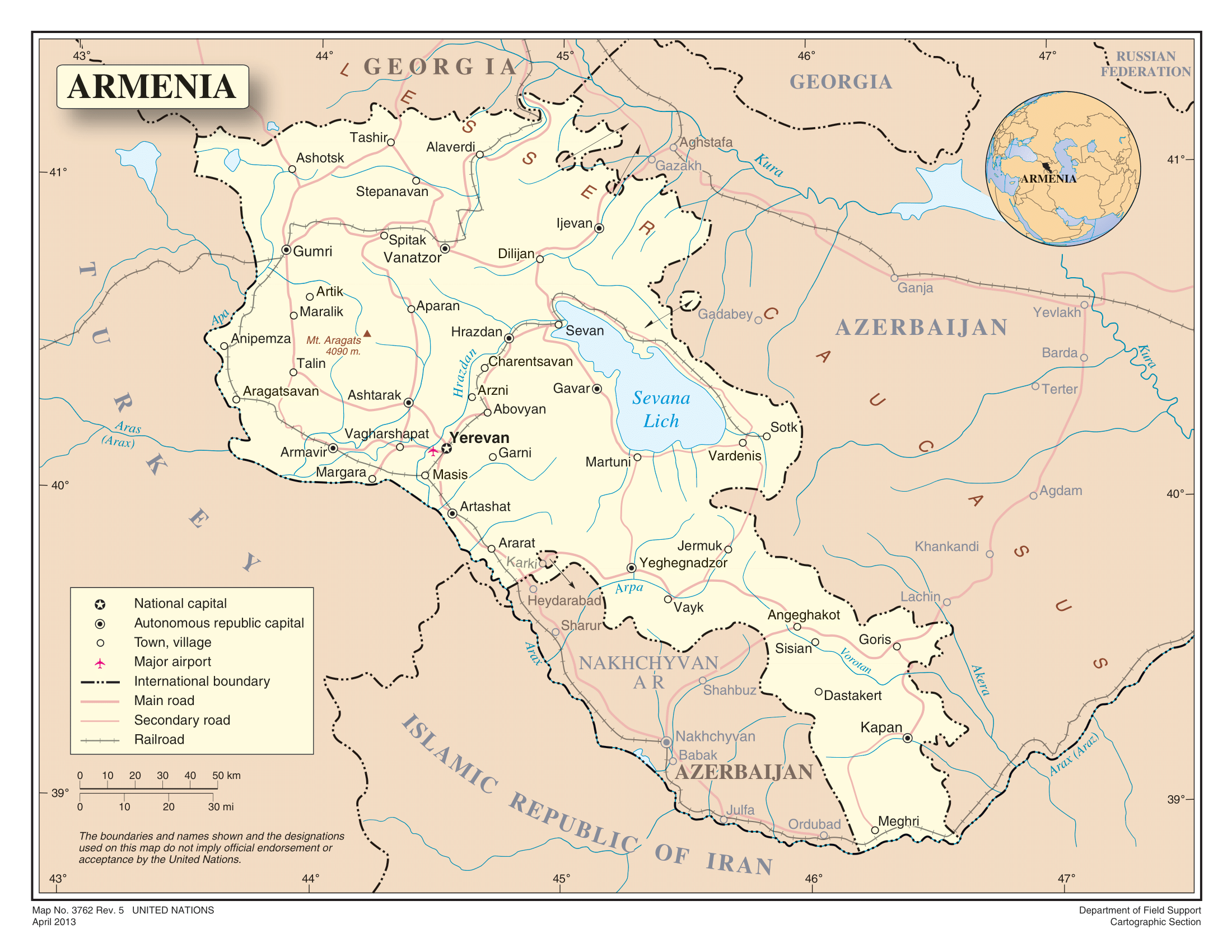
نقشه ارمنستان به همراه گرجستان در شمال آن

مرز ارمنستان–گرجستان (به ارمنی: Հայաստան-Վրաստան սահման)، (به گرجی:  სომხეთ-საქართველოს საზღვარი) مرز بین‌المللی میان دو کشور ارمنستان و گرجستان است. این مرز با درازای ۲۱۹ کیلومتر (۱۳۶ مایل) از نقطه مرزی سه‌گانه میان این دو کشور و ترکیه در غرب تا نقطه مرزی سه‌گانه با جمهوری آذربایجان در شرق کشیده شده است.

## مشخصات
مرز ارمنستان–گرجستان از غرب در نقطه مرزی سه‌گانه این دو کشور با با ترکیه شروع می‌شود و از طریق یک سری خطوط نامنظم به‌صورت مرز زمینی و بخش کوچکی در شرق در امتداد رود دبد تا نقطه مرزی سه‌گانه با جمهوری آذربایجان ادامه می‌یابد. بخش غربی و کوهستانی تر مرز شامل دو دریاچه است که کاملاً نزدیک به مرز قرار دارند: دریاچه ماداتپه (در گرجستان) و دریاچه آرپی (در ارمنستان).

## تاریخچه
در طول سده نوزدهم، منطقه قفقاز محل درگیری بین امپراتوری رو به زوال عثمانی، ایران قاجاری و امپراتوری روسیه‌ای به‌شمار می‌رفت که به سمت جنوب در حال گسترش بود. روسیه در سال ۱۸۰۱ به‌طور رسمی پادشاهی کارتلی-کاختی در گرجستان شرقی و به دنبال آن در ۱۸۰۴ پادشاهی ایمرتی در گرجستان غربی را ضمیمه امپراتوری خود کرد. در طول دهه ۱۸۰۰، روسیه مرزهای جنوبی خود را به زیان امپراتوری‌های ایران و عثمانی به سمت جنوب گسترش داد. پس از جنگ ایران و روسیه (۱۸۱۳–۱۸۰۴) و به‌دنبال آن عهدنامه گلستان، روسیه بخش عمده ای از جمهوری آذربایجان کنونی و جنوب منطقه سیونیک در ارمنستان کنونی را به دست آورد. پس از جنگ ایران و روسیه (۱۸۲۸–۱۸۲۶) و عهدنامه ترکمانچای، ایران مجبور شد منطقه نخجوان و بقیه ارمنستان امروزی را واگذار کند. روسیه سرزمین‌های به‌دست‌آمده خود در گرجستان و ارمنستان خود را در قالب فرمانداری‌های تفلیس، کوتایسی و ایروان سازماندهی کرد.

قلمرو ادعایی جمهوری دموکراتیک گرجستان، منطقه مورد مناقشه لوری به رنگ صورتی.

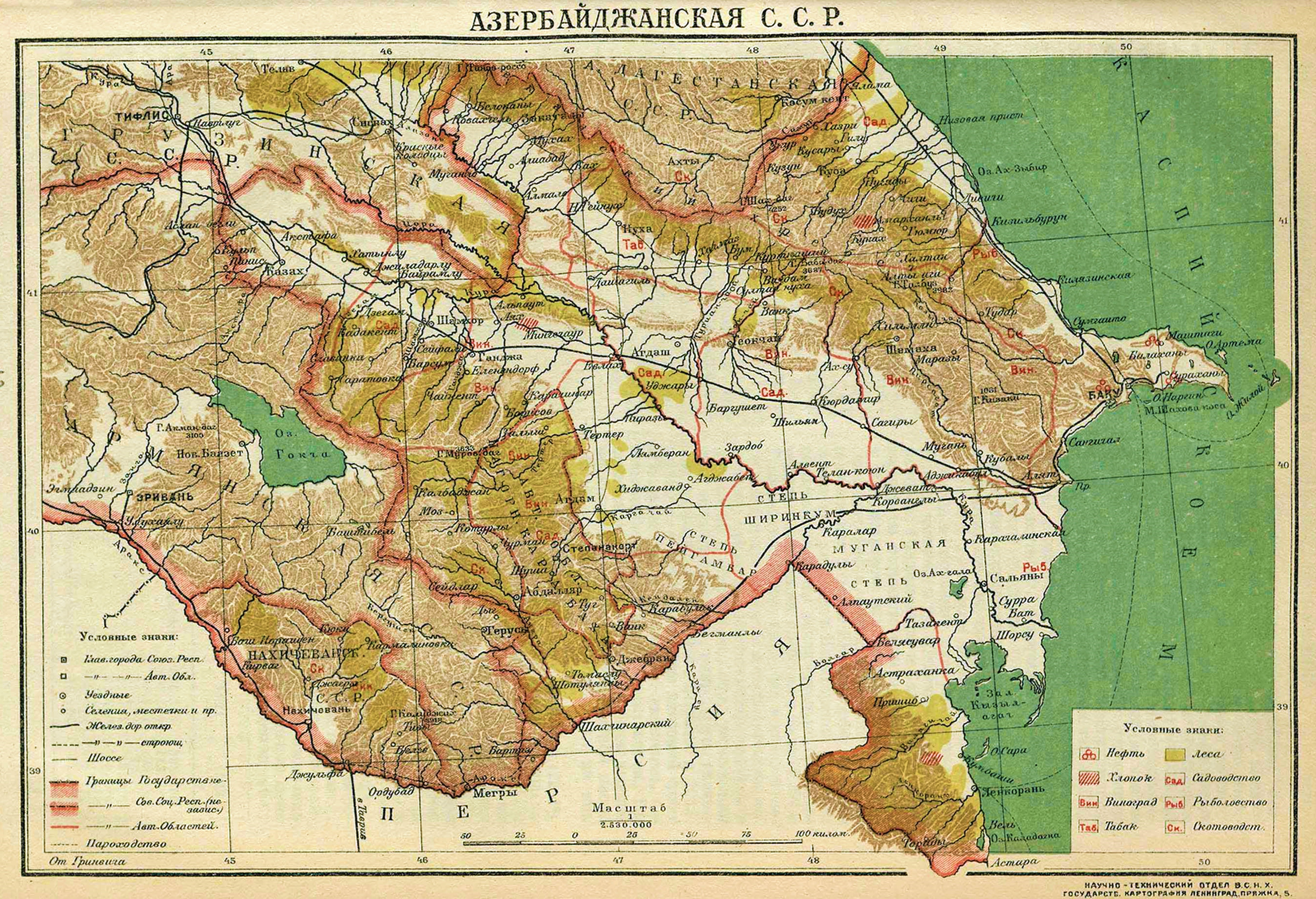
مرزهای بین جمهوری‌های شوروی ارمنستان و گرجستان در سال ۱۹۲۶. بخش شمالی ناحیه بورچالی بخشی از جمهوری شوروی سوسیالیستی ارمنستان بود.

پس از انقلاب روسیه در ۱۹۱۷، مردم جنوب قفقاز موجودیت جمهوری فدرال دموکراتیک ماوراء قفقاز (TDFR) را اعلام کرده و مذاکرات صلح با عثمانی را آغاز کردند. اختلافات داخلی باعث شد تا جمهوری دموکراتیک گرجستان از جمهوری فدرال دموکراتیک ماوراء قفقاز خارج شود. در مه ۱۹۱۸ جمهوری نخست ارمنستان و جمهوری دموکراتیک آذربایجان نیز از جمهوری فدرال دموکراتیک ماوراء قفقاز خارج شدند، با این حال مرزهای بین سه جمهوری مورد مناقشه قرار گرفت. عهدنامه باتوم در ژوئن ۱۹۱۸ به خصومت‌ها بین جمهوری فدرال دموکراتیک ماوراء قفقاز و امپراتوری عثمانی پایان داد. زمانی که عثمانی‌ها در اکتبر ۱۹۱۸ از محدوده امروزی استان لوری خارج شدند، این منطقه بین ارمنستان و گرجستان مورد مناقشه قرار گرفت که بخش عمده آن شامل اوزد بورچالی و اویزد آخالکلکی واقع در فرمانداری سابق تفلیس بوده است. گرجستان اعلام کرد که حدود جنوبی فرمانداری پیشین تفلیس باید مرز را تشکیل دهد، در حالی که ارمنستان می‌گفت که این مرز باید دوباره ترسیم شود تا وضعیت قومی منطقه را منعکس کند. پس از شکست مذاکرات صلح برای حل و فصل مسئله مرزی، درگیری‌ها در ماه اکتبر آغاز شد و به دنبال توقف مذاکرات بیشتر برای صلح، یک جنگ کوتاه در دسامبر ۱۹۱۸ درگرفت. در ۱۷ ژانویه ۱۹۱۹ و با میانجیگری انگلیسی‌ها به رهبری ویلیام مونتگمری تامسون آتش‌بس صورت گرفت و منطقه مورد مناقشه تا انجام مذاکرات صلح بیشتر به‌عنوان منطقه بی‌طرف اعلام شد. پس از آن، ارمنستان و گرجستان هر دو به منطقه قارص در شرق ترکیه امروزی هجوم آوردند و با الحاق اراضی باعث ایجاد اختلافات بیشتر بر سر مالکیت اراضی شدند.
این موضوع در سال ۱۹۲۰ و با تهاجم ارتش سرخ به آذربایجان و ارمنستان شکل دیگری به‌خود گرفت. با این حمله و به دنبال آن حمله ارتش سرخ به گرجستان در فوریه و مارس ۱۹۲۱ استقلال هر دو کشور پایان یافت. ترکیه از این فرصت استفاده کرد و طی جنگ ارمنستان–ترکیه، زمین‌های واقع در شرق را از ارمنستان بازپس گرفت. گرجستان نیز منطقه بی‌طرف لوری را با موافقت ارمنستان اشغال کرد تا از افتادن آن به‌دست ترکیه جلوگیری کند. مرز اتحاد جماهیر شوروی با ترکیه با عهدنامه قارص در اکتبر ۱۹۲۱ شکل نهایی به خود گرفت و بدین ترتیب حد غربی مرز ارمنستان و گرجستان مشخص شد. زمانی که شوروی در اوایل سال ۱۹۲۱ درجه‌ای از کنترل خود را در این منطقه برقرار کرد، از تعیین مرز نهایی بین ارمنستان و گرجستان حمایت کرد. طی ترتیبی که در ۶ نوامبر ۱۹۲۱ نهایی شد و با تقسیم منطقه بی‌طرف لوری به دو قسمت (بیشتر به نفع ارمنستان)، مرز ارمنستان و گرجستان در محل فعلی آن تثبیت شد. در سال ۱۹۲۲ هر سه دولت از طریق جمهوری فدراتیو سوسیالیستی قفقاز جنوبی شوروی در اتحاد جماهیر شوروی ادغام شدند ولی در سال ۱۹۳۶ از قفقاز جنوبی شوروی جدا شده و به جمهوری‌های جداگانه تبدیل شدند.
مرز ارمنستان–گرجستان پس از فروپاشی اتحاد جماهیر شوروی در سال ۱۹۹۱ و استقلال جمهوری‌های تشکیل دهنده آن، به یک مرز بین‌المللی تبدیل شد. در سال ۱۹۹۴ دو کشور کار بر روی تحدید حدود مرزهای خود را آغاز کردند. یک اقلیت بزرگ ارمنی در گرجستان وجود دارد به ویژه در استان مرزی سامتسخه-جاواختی متمرکز شده‌اند، آنها در این استان در برخی مواقع اکثریت ناراضی را تشکیل می‌دهند. با این حال، نه دولت ارمنستان و نه دولت گرجستان برای اصلاح مرزهای قدیمی دوران شوروی بین خود فشار نیاورده‌اند.

## سکونتگاه‌های نزدیک مرز

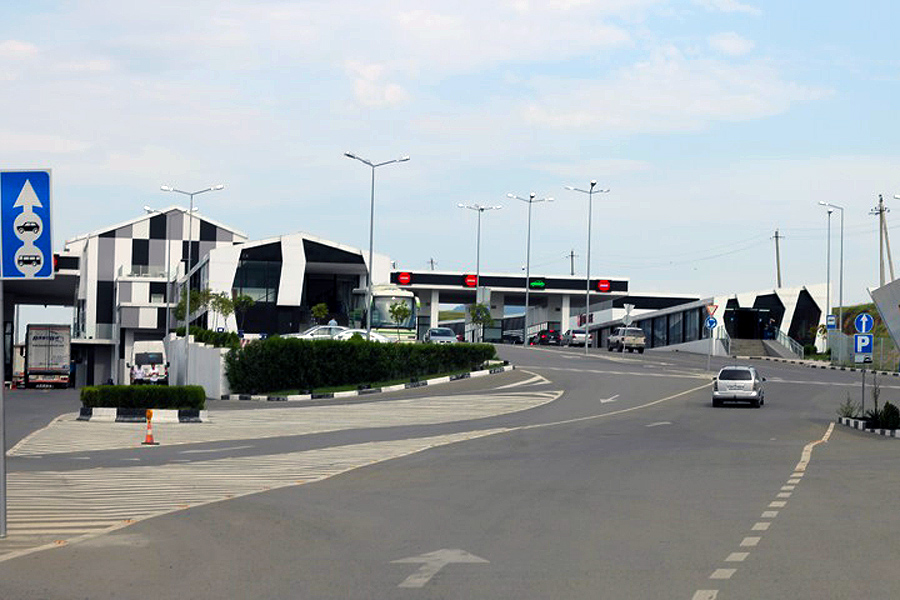
ایست بازرسی ساداخلو

### ارمنستان
- باورا
- تاشیر
- دزیوناشوغ
- متساوان
- گوگاوان
- آپاون
- سارچاپت
- آلاوردی
- جیلیزا
- آیروم
- هاغتاناک
- پتغاوان
- باگراتاشن
- دبتاوان

### Georgia
- گورلفکا
- ایرگانچای
- دمانیسی
- آخکرپی
- ساداخلو
- شاهومیانی

## گذرگاه‌های مرزی
گذرگاه‌های مرزی زیر بین ارمنستان و گرجستان فعالیت می‌کنند:
- باگراتاشن (ارمنستان) – ساداخلو (گرجستان)[۱۶]
- گوگاوان (ارمنستان) – گوگوتی (گرجستان)[۱۶]
- پریفولنوی (ارمنستان) - آخکرپی (گرجستان)
- باورا (ارمنستان) – نینوتسمیندا (گرجستان)[۱۶][۱۷]